# عظميات اللسان
عظميات اللسان (الاسم العلمي: Osteoglossiformes) هي رتبة من الأسماك شعاعية الزعانف الأولية بشكل نسبي، والتي تتضمن رتبتين فرعيتين، وهما الأرواناويات والزعنفيات الظهرية. وتعيش جميع الأنواع الحية في المياه العذبة. وتوجد في أمريكا الجنوبية وأفريقيا وأستراليا وجنوب آسيا، بعد أن تطورت أولاً في غندوانا قبل زوال هذه القارة.
أسماك عين القمر غالبًا ما تكون مُصنّفة هنا لكن يمكن وضعها أيضًا في رتبة منفصلة تسمى شبيهات أسماك عين القمر.
يكون أفراد هذه الرتبة جديرين بالملاحظة لأنها تملك ألسنة مسننة أو عظمية، ونظرًا لأن الجزء الأمامي لمرور القناة الهضمية يكون لليسار من المريء والمعدة (بالنسبة لجميع الأسماك الأخرى فهي تمر نحو اليمين). ومن جانب آخر، تختلف أسماك عظميات اللسان اختلافًا كبيرًا في الحجم والشكل؛ حيث إن الأصغر هو البلميرس الكاستلناوي لا يتجاوز 2 سنتيمتر (0.79 بوصة) طولًا، في حين أن الأكبر وهي الأربيمة العملاقة (سمكة من أضخم الأسماك النهرية) تصل إلى 2.5 متر (8.2 قدم).

## وصلات خارجية
- [<ahref="http://www.fmnh.helsinki.fi/users/haaramo/Metazoa/Deuterostoma/Chordata/Actinopterygii/Osteoglossomorpha/Osteoglossiformes_families.htm">http://www.fmnh.helsinki.fi/users/haaramo/Metazoa/Deuterostoma/Chordata/Actinopterygii/Osteoglossomorpha/Osteoglossiformes_families.htm نسخة محفوظة 18 أغسطس 2007 على موقع واي باك مشين.</a> Mikko's Phylogeny for Osteoglossiformes]
- [<a href="http://www.wetwebmedia.com/FWSubWebIndex/osteoglossiforms.htm">http://www.wetwebmedia.com/FWSubWebIndex/osteoglossiforms.htm</a> Osteoglossiforms for aquaria]
- Li, Guo-Qing and Wilson, Mark V. H. 1998. Osteoglossomorpha. Bonytongues. Version 6 October 1998. </a> in The مشروع شجرة الحياة على الإنترنت
- Sepkoski، Jack (2002). [<a href='http://strata.ummp.lsa.umich.edu/jack/showgenera.php?taxon=611&rank=class'>http://strata.ummp.lsa.umich.edu/jack/showgenera.php?taxon=611&rank=class</a> "A compendium of fossil marine animal genera"]. Bulletins of American Paleontology. ج. 364: p.560. اطلع عليه بتاريخ 2011-05-17. {{استشهاد بدورية محكمة}}: |صفحات= يحوي نصًّا زائدًا (مساعدة) وتحقق من قيمة |مسار= (مساعدة)